# Erin Houchin
Erin Suzanne Houchin, nata Mount (Salem, 24 settembre 1976), è una politica statunitense, membro della Camera dei Rappresentanti per lo stato dell'Indiana dal 2023.

## Biografia
Nata a Salem, dopo gli studi in psicologia, conseguì un Master of Arts in management politico presso l'Università George Washington. Sposò Dustin Houchin ed ebbe tre figli.
Politicamente attiva con il Partito Repubblicano, fu collaboratrice del senatore Dan Coats. Nel 2014 si candidò al Senato dell'Indiana, la camera alta della legislatura statale e riuscì ad essere eletta sconfiggendo il democratico in carica da ventisei anni.
Nel 2016, quando il deputato Todd Young lasciò la Camera dei Rappresentanti per candidarsi alla carica di senatore, Erin Houchin si presentò come candidata per il suo seggio, ma arrivò seconda nelle primarie repubblicane, vinte da Trey Hollingsworth che divenne poi deputato. Quando, nel 2022, Hollingsworth annunciò la propria intenzione di non ripresentarsi a nuove elezioni, Erin Houchin rassegnò le proprie dimissioni dal Senato di stato dell'Indiana e si candidò nuovamente alla Camera. In questa occasione riuscì ad aggiudicarsi le primarie repubblicane e, nelle elezioni generali di novembre, risultò eletta deputata con un'ampia maggioranza di voti.